# La Barrosa (canción)
La Barrosa es una pieza de flamenco escrita por el virtuoso guitarrista español Paco de Lucía. Se trata de una "alegría" y formó parte de su álbum Siroco (1987) convirtiéndose en una de sus obras más conocidas y aclamadas. La pieza lleva el nombre por la playa de la Barrosa, ubicada en Chiclana de la Frontera, Cádiz.
La obra fue presentada en todo el mundo, incluyendo una actuación en la Plaza Mayor de Madrid retransmitida a nivel nacional en TVE1. Ejecutada en clave de Si mayor con cejilla en el segundo traste, Eric Clapton y Richard Chapman describen la pieza como "llena de delicadeza, sin esfuerzo, con frases en cascada".